# Iossif Ermoliev
Iossif Nikolaïevitch Ermoliev (Иосиф Николаевич Ермольев) (il se faisait appeler à l'étranger Josef Ermolieff), né à Moscou le 24 mars 1889 et mort à Los Angeles le 20 février 1962, est un pionnier du cinéma russe.
Il produisit de nombreux films en Russie impériale, en France, en Allemagne, aux États-Unis et au Mexique.

## Biographie
Alors qu'il était encore étudiant à la faculté de droit de Moscou, Iossif Ermoliev fut engagé en 1907 par la filiale moscovite de la « compagnie des Frères Pathé » comme jeune technicien. Un an plus tard il était directeur des ventes et trois ans plus tard directeur général de la Compagnie en Russie. Il fonde en 1912 à Rostov-sur-le-Don la Compagnie Ermoliev, Sarkhine et Segel, spécialisée dans la production de films muets.
Il crée la « Compagnie I.Ermolieff » à Moscou en 1915 sous l'égide de laquelle il produisit plus de 120 films. Après la Révolution d'Octobre, il se replie en Crimée qui n'était pas encore soumise au parti bolchévique et fonde une filiale à Yalta.
Quelque temps plus tard, une fois les Blancs chassés, Lénine fait mettre en application un décret d'août 1919, le 15 février 1920, selon lequel l'industrie cinématographique est nationalisée. Ermoliev décide alors avec ses acteurs et ses techniciens de quitter la Russie et d'embarquer sur un bateau de marchandises grec en direction de la France via Constantinople.
Il s'installe à Montreuil, près de Paris, dans les anciens studios Pathé, en août 1920 et crée une société par actions, la « Société Ermolieff-cinéma », pour un capital d'un million de francs de l'époque, conservant pour lui-même 70 % des actions.
Il produit alors pendant deux ans plus de 40 films et à l'automne 1922 déménage en Allemagne. Ses compagnons Alexandre Kamenka et Noë Bloch (en) fondent alors la Société Albatros qui, jusqu'à la fin des années 1920, joue un rôle important dans le cinéma français.
Ermoliev produit un grand nombre de films entre 1932 et 1928 en Allemagne, notamment à Munich, où il crée Ermolieff-film Gmbkh. Cependant, l'arrivée du cinéma parlant, la crise économique et les troubles socio-politiques en Allemagne et en Bavière, le décident à retourner en France. Il y produit personnellement six films entre 1929 et 1936, dont l'un Michel Strogoff d'après le roman de Jules Verne, rencontre un grand succès en 1936. Il est alors décoré de la Légion d'honneur.
En 1937, il quitte à nouveau la France, cette fois pour Hollywood. Il travaille pour deux films d'United Artists comme directeur de production, et pour un troisième tourné au Mexique en 1943. Mais il n'est alors en ces temps de guerre qu'un producteur parmi des centaines d'autres.
Il meurt à 72 ans d'une attaque cérébrale.

## Sources
- Traduction de l'article Wikipédia en russe